# 東笠寺駅
東笠寺駅（ひがしかさでらえき）は、かつて愛知県名古屋市南区にあった名古屋鉄道名古屋本線の駅（廃駅）である。

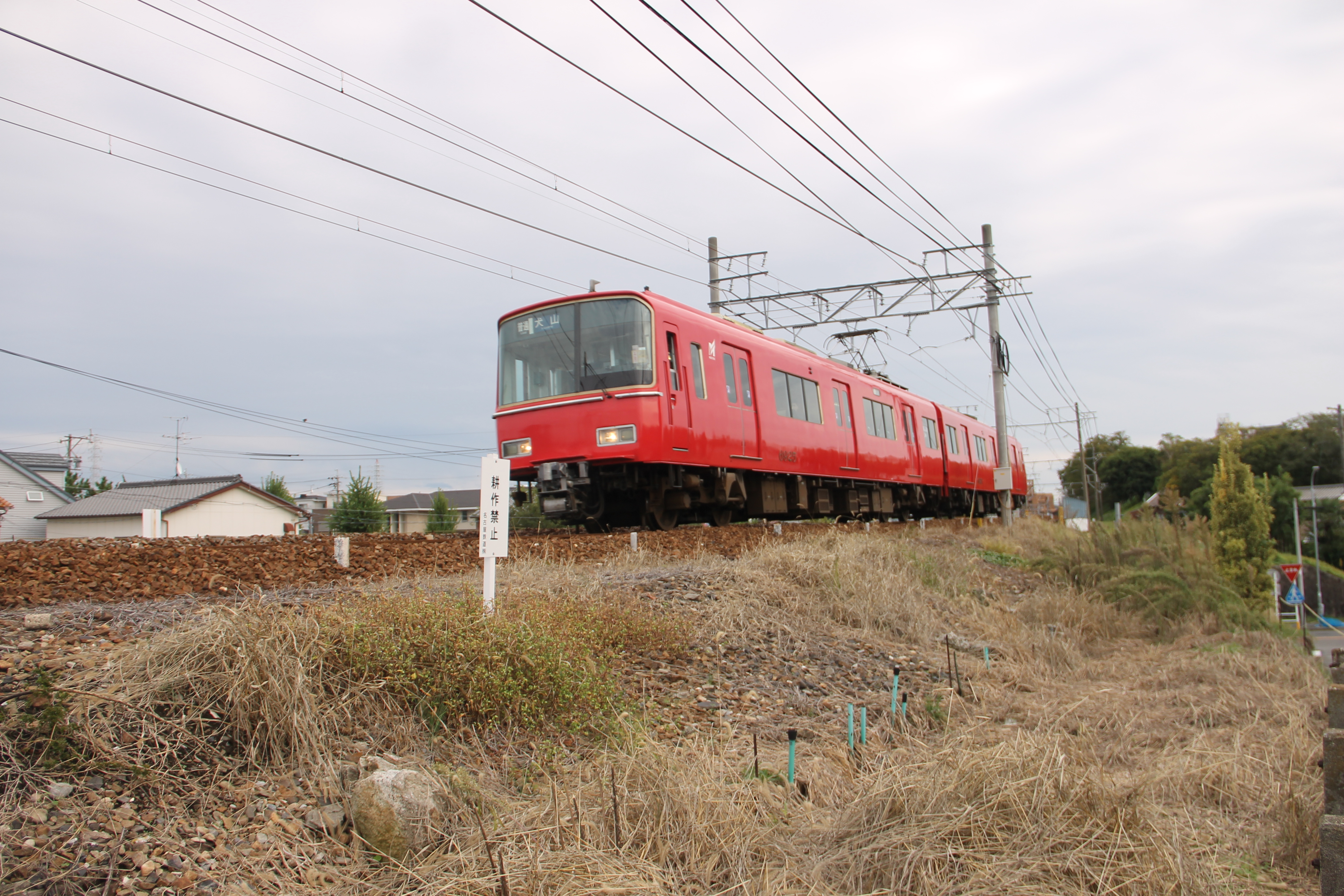
南区鳥山町にある東笠寺駅の跡地

太平洋戦争中の1944年（昭和19年）に休止された後、再開することなく、1967年（昭和42年）に廃止された。

## 歴史
- 1927年（昭和2年）12月23日 - 愛知電気鉄道の駅として開業届出[1]。
- 1935年（昭和10年）8月1日 - 名岐鉄道への合併により名古屋鉄道が発足したため、同社の駅となる。
- 1944年（昭和19年） - 戦況悪化に伴う運行集約により休止。
- 1967年（昭和42年）4月15日 - 廃止。

## 隣の駅
所属路線、隣の駅は営業時代のもの。
名古屋鉄道
豊橋線
特急・急行・準急
通過
普通
本星崎駅 - 東笠寺駅 - 本笠寺駅